# Maria Zamora
Maria Zamora was de artiestennaam van de Nederlandse zangeres Marietje Jansen (Amsterdam, 8 mei 1923 – Purmerend, 9 november 1996) uit de Amsterdamse Jordaan. Ze was vooral in de jaren 50 erg succesvol met haar Zuid-Amerikaanse repertoire.

## Biografie
Maria Zamora werd op 8 mei 1923 geboren als Maria Elisabeth Jansen (roepnaam Marietje), een oudere zus van Rika Jansen. Al op 13-jarige leeftijd zong ze liedjes in Café Moeskops in de Amsterdamse Warmoesstraat. Later in Café van Klaveren (hoek Weteringschans/Frederiksplein) in het Cabaret der Onbekenden. Ze was toen 16 jaar. Ze kreeg verkering met Toby Rix (Tobias Lacunes). Met hem en Bob Geskus vormde ze een trio: The Young Rambling Cowboys. Marietje noemde zich toen Mary Lee.
In de oorlog kregen ze door hun Amerikaanse cowboy-repertoire problemen met de Duitsers en schakelden ze noodgedwongen over naar Zuid-Amerikaanse en Spaanse liedjes; en veranderden hun naam in Los Magelas, naar de eerste letters van MArietje, GEskus en LAcunes. Toen haar verkering met Toby uitraakte stopte ze met dit trio. Door haar nieuwe vriend Gerard Hulscher werd ze geïntroduceerd bij het orkest van Ernst van 't Hoff.
Ze ging al snel optreden met dit Fenomenaal Radio Dansorkest en in 1942 traden ze op in het Concertgebouw en in Carré. Ze nam vooral het Zuid-Amerikaanse en Spaanse, maar soms ook het Nederlandse repertoire voor haar rekening. Haar naam paste ze toen aan naar Maria Zamora (Zamora was de keeper van het Spaanse nationale voetbalelftal uit die tijd).
Bij dit orkest leerde ze haar toekomstige echtgenoot André Smit (artiestennaam Andrés Fereira) kennen. De situatie in Nederland werd in 1944 zo slecht dat het orkest werd ontbonden. In 1949 begon André Smit zijn eigen orkest dat ging optreden onder de naam "Maria Zamora y sus muchachos" (Maria Zamora en haar Zuid-Amerikaanse orkest). Groot succes volgde. Mamá el Baión uit 1955 werd een internationale hit. Een gevolg van dit succes was dat Maria Zamora de vaste zangeres werd van het AVRO-programma FIESTA, met The Skymasters o.l.v. Bep Rowold. Dit programma liep enkele jaren door. Haar collega-zanger in dit programma was Thom Kelling die later werd opgevolgd door Wim van der Beek.
Begin juli 1956 werd Maria Zamora samen met Bruce Lowe, Sonja Oosterman en Marcel Thielemans door de omroep AVRO uitgezonden naar het "Grand Gala du Disque" en "Festival Internazionale della Canzone" op het eiland Lido de Venezia. Dit was voor alle betrokkenen een geweldige internationale blijk van erkenning!
Inmiddels hadden Maria en André een zoon (1944) en een dochter (1957) gekregen. Omdat dochter Laura gehandicapt was trok Maria zich meer en meer terug uit het artiestenleven. Op 7 december 1961 raakten Maria en André ernstig gewond bij een auto-ongeluk waarvan Maria nooit meer helemaal zou herstellen. Na 34 jaar huwelijk volgde in 1977 hun echtscheiding. Vereenzaamd en gehandicapt overleed Maria in 1996 op 73-jarige leeftijd aan een hartstilstand. In 1997 verscheen María Zamora: een compilatie van foto's, artikelen en discografie, een in eigen beheer uitgebracht boek over haar van Henk Braaksma en Alois Broeke: